# Honaunau-Napoopoo
Honaunau-Napoopoo is een plaats (census-designated place) in de Amerikaanse staat Hawaï, en valt bestuurlijk gezien onder Hawaï County.

## Demografie
Bij de volkstelling in 2000 werd het aantal inwoners vastgesteld op 2414.

## Geografie
Volgens het United States Census Bureau beslaat de plaats een oppervlakte van
104,2 km², waarvan 98,5 km² land en 5,7 km² water.

## Plaatsen in de nabije omgeving
De onderstaande figuur toont nabijgelegen plaatsen in een straal van 28 km rond Honaunau-Napoopoo.